# Blangerval-Blangermont
Blangerval-Blangermont is een gemeente in het Franse departement Pas-de-Calais (regio Hauts-de-France). De gemeente telt 95 inwoners (2009) en maakt deel uit van het arrondissement Arras.

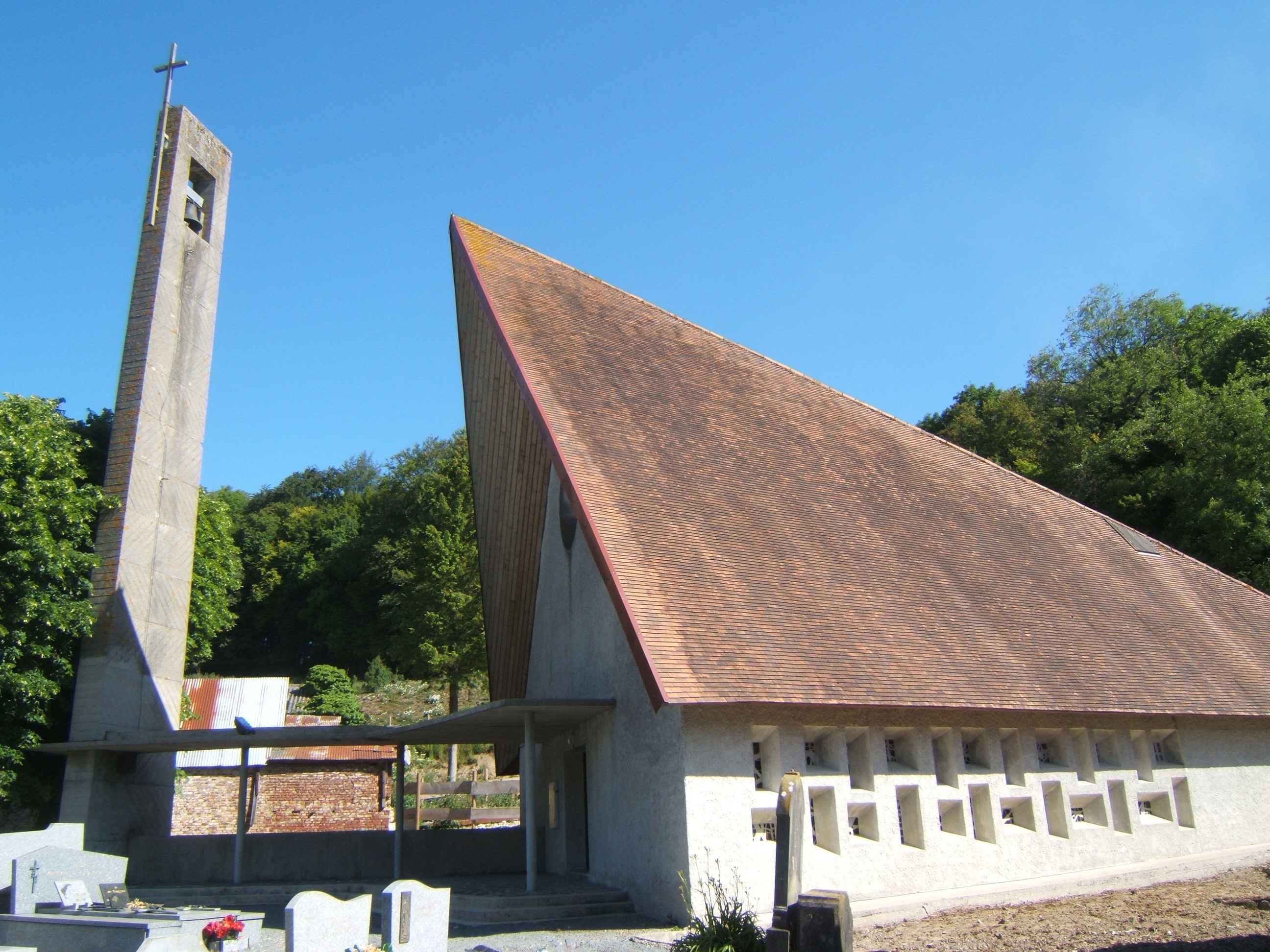
Église Saint-Pierre-aux-Liens

## Geschiedenis
Een oude vermelding van Blangerval gaat terug tot de 14de eeuw als Blaisel-au-Val.
Op het eind van het ancien régime werd Blangerval een gemeente.
De oude kerk van Blangerval uit 1875 werd vernield tijdens de Tweede Wereldoorlog. In 1960 werd een nieuwe kerk opgetrokken.
In 1972 werd de kleine buurgemeente Blangermont aangehecht bij Blangerval in een zogenaamde "fusion association". De gemeentenaam werd daarbij gewijzigd in Blangerval-Blangermont. In 1988 werd de fusie omgevormd tot een volwaardige fusie ("fusion simple").

## Geografie
De oppervlakte van Blangerval-Blangermont bedraagt 4,6 km², de bevolkingsdichtheid is dus 20,7 inwoners per km². Naast Blangerval ligt in het noordwesten van de gemeente de kern Blangermont. Beide kernen liggen zo'n kilometer uiteen langs de Rue Principale. Blangerval ligt in een klein dal, op een hoogte van zo'n 80 à 90 meter, terwijl Blangermont op een plateautje ligt, op een hoogte van 120 à 130 meter.
De onderstaande kaart toont de ligging van Blangerval-Blangermont met de belangrijkste infrastructuur en aangrenzende gemeenten.

## Bezienswaardigheden
- De Église Saint-Pierre-aux-Liens, waarvan de klok uit 1790 werd geklasseerd als monument historique in 1943

## Demografie
Onderstaande figuur toont het verloop van het inwonertal (bron: INSEE-tellingen).